# Tomorrow, In a Year
Tomorrow, In a Year – czwarty album szwedzkiego zespołu The Knife. Jest to opera, która powstała na podstawie O powstawaniu gatunków Karola Darwina. Album jest współpracą The Knife z Mount Sims i Planningtorock. Płyta została wydana cyfrowo na 28 stycznia 2010 przez własną wytwórnię zespołu Rabid Records.
Na płycie gościnnie pojawiają się mezzosopran Kristina Wahlin Momme, duńska aktorka Lærke Winther Andersen (na płycie zapisana jako Laerke Winther) i szwedzki pop artysta Jonathan Johansson.

## Lista utworów
CD1
1. "Intro" 4:32
2. "Epochs" 5:43
3. "Geology" 4:25
4. "Upheaved" 3:04
5. "Minerals" 1:19
6. "Ebb Tide Explorer" 7:06
7. "Variation of Birds" 6:41
8. "Letter to Henslow" 2:02
9. "Schoal Swarm Orchestra" 8:34

CD2
1. "Annie's Box" 4:29
2. "Tumult" 3:29
3. "Colouring of Pigeons" 11:00
4. "Seeds" 9:00
5. "Tomorrow in a Year" 12:19
6. "The Height of Summer" 3:48

Utwór dodatkowy
1. "Annie's Box (Alt. Vocal)" 4:52